# Port Saplatja
Port Saplatja (en castellà Port Saplaya) és una zona residencial costanera d'Alboraia, situada molt a prop de la ciutat de València i just al costat del barranc del Carraixet, a la comarca de l'Horta Nord. A l'any 2023 tenia 2.045 habitants.
És un complex residencial vora la mar amb el seu propi port esportiu al cor. Els edificis són tots pintats en càlids ocres i sienes o blaus i roses pàl·lids, és a dir, els colors utilitzats tradicionalment en la pintura dels habitatges de la comarca. Este urbanisme tan peculiar ha ocasionat que Port Saplatja siga coneguda com "la xicoteta Venècia". A vora el barri hi ha una zona comercial amb supermercat, benzinera i magatzem de bricolatge.

## Geografia

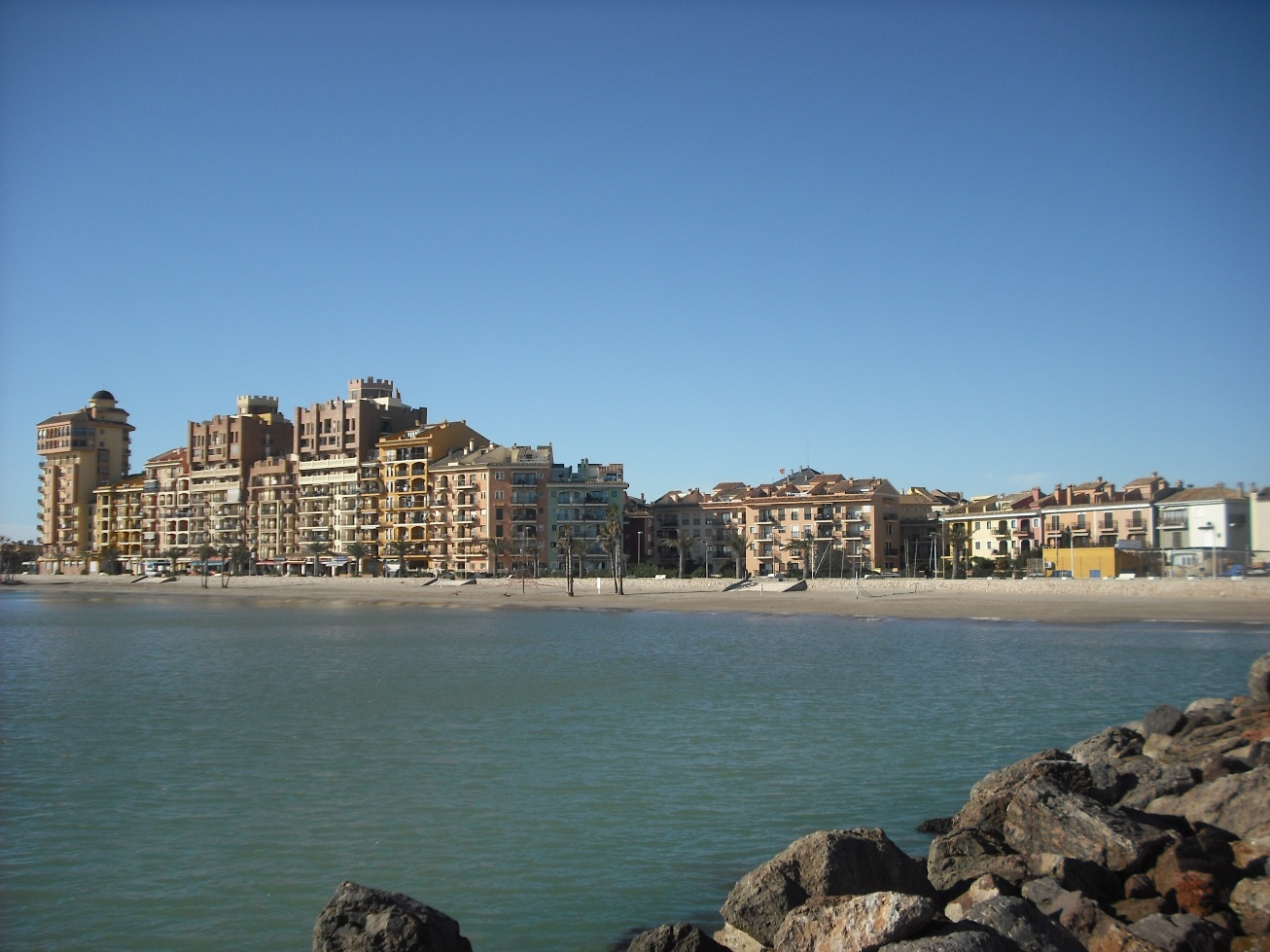
Vista de la meitat sud de la urbanització des del malecó del port.

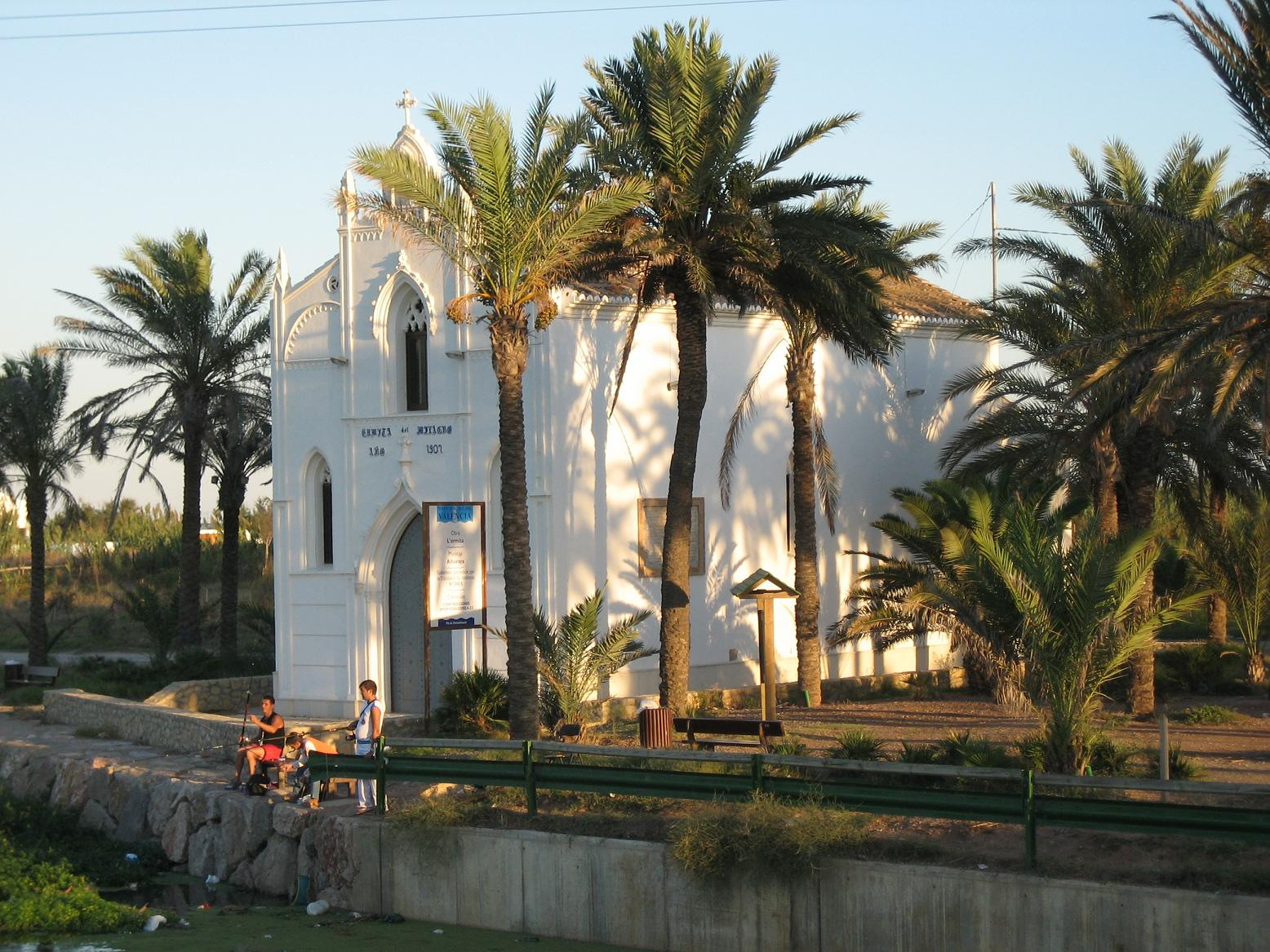
Ermita del Miracle dels Peixets.

Port Saplatja es troba a la zona nord-est del terme municipal d'Alboraia (l'Horta Nord), en la costa i a uns 2 km del centre urbà d'Alboraia. Està situada uns 500 m al nord del barranc del Carraixet i molt pròxima a l'autovia V-21. Es troba al litoral mediterrani, i compta amb dues platges, Port Saplatja Sud i Port Saplatja Nord, separades entre si per l'entrada al port. Tenen una extensió d'1 km aproximadament.

## Història
Port Saplatja és un barri que va nàixer com una zona residencial en la dècada de 1970, i es produïren els seus primers empadronaments l'any 1975. Des del primer moment, es va consolidar com una zona de segona residència, encara que en l'actualitat constituïx la primera residència de bona part dels seus habitants. Aquest fet segurament és propiciat per la proximitat a la ciutat de València. Tot i això, encara hui la població s'augmenta considerablement durant els mesos d'estiu, fet que ha dut l'ajuntament d'Alboraia a estendre els seus serveis a la zona, com l'AMIC (Agència Municipal d'Informació al Ciutadà), l'ambulatori i l'oficina de turisme.

## Cultura
El fet de ser una urbanització de grandària reduïda i amb important fluctuació poblacional cap als mesos d'estiu fa que l'oferta cultural siga escassa.
No obstant això, entre juny i setembre, coincidint amb la temporada de platges, s'instal·la el cinema d'estiu, que oferix cinema a l'aire lliure de franc; i la Biblioplatja, a fi de fomentar la lectura entre els residents i els banyistes.
D'altra banda, el barri compta amb diverses associacions, com l'Associació Cívica i Cultural de Port Saplaya i la Falla Port Saplaya. A més, a Port Saplatja hi ha un Centre Cívic on es realitzen activitats culturals i esportives.

### Festes
Les festes de Port Saplatja estan dedicades a la Mare de Déu del Carme, patrona dels navegants, i es realitzen la segona o tercera setmana de juliol, després de les festes majors d'Alboraia. La majoria de les activitats té lloc al voltant de la Plaça de la Senyoria i el passeig de Luis Saiz Díaz (passeig marítim nord), i inclouen una missa a la Mare de Déu i una processó marinera en el seu honor.
A més de les festes del Carme, altres esdeveniments festius importants al barri són les Falles o Sant Joan. La falla del barri realitza diverses activitats festives i culturals al llarg de la setmana fallera. A més, totes les falles d'Alboraia fan un passacarrer per una de les seues platges cada any, alternant entre Patacona i Port Saplaya. La nit de Sant Joan és tradicional sopar, cremar fogueres i saltar ones a la platja.

## Transport
Carretera
Les carreteres que accedixen a Port Saplatja són les sigüents:
| V-21   | Accés nord a València. Uneix València amb la A-7                                         |
| CV-311 | Carretera autonòmica CV-311. Uneix el centre urbà d'Alboraia amb Port Saplatja i la V-21 |

Autobús
- Metrobus València: El servei d'autobús metropolità de València, realitzat per l'empresa Autos Vallduxense SL (AVSA), presta servei a Port Saplatja mitjançant les següents línies, que paren a la parada central del barri:
  - Línea 112A: València - Port Saplaya - Platja Pobla de Farnals - El Puig
  - Línea 112B: València- Port Saplaya[8]

- Bus d’Alboraya: Port Saplatja té diverses parades del Bus d’Alboraya, línia d'autobús urbà que recorre el municipi d'Alboraia. Connecta Port Saplatja amb el centre d'Alboraia, La Patacona i la resta de barris del municipi, i arriba fins a la localitat pròxima de Tavernes Blanques.[9]

Port
Port Saplatja té de un port esportiu.

## Imatges

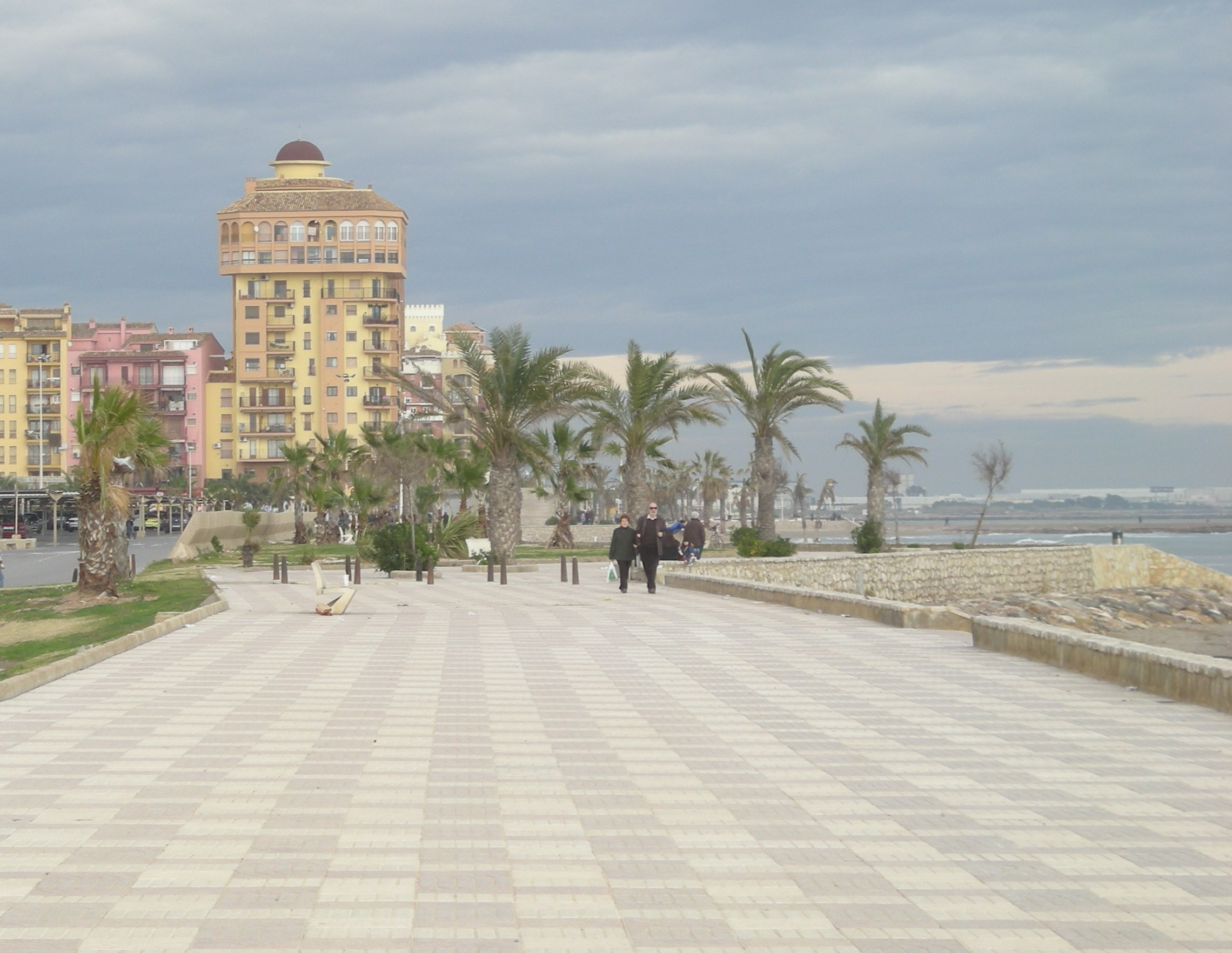
Passeig Marítim
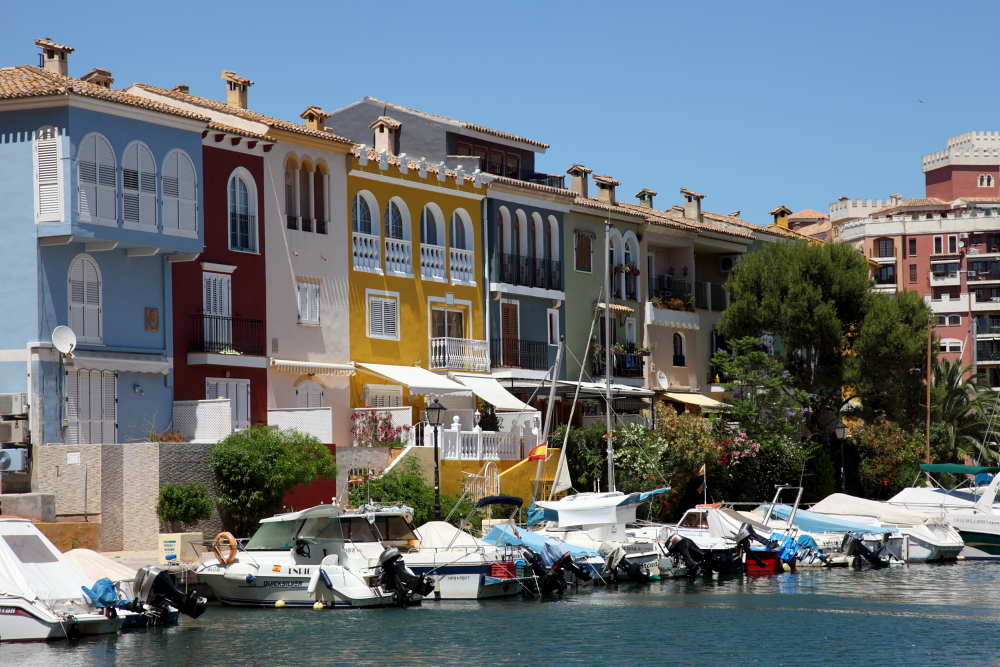
Cases característiques del barri
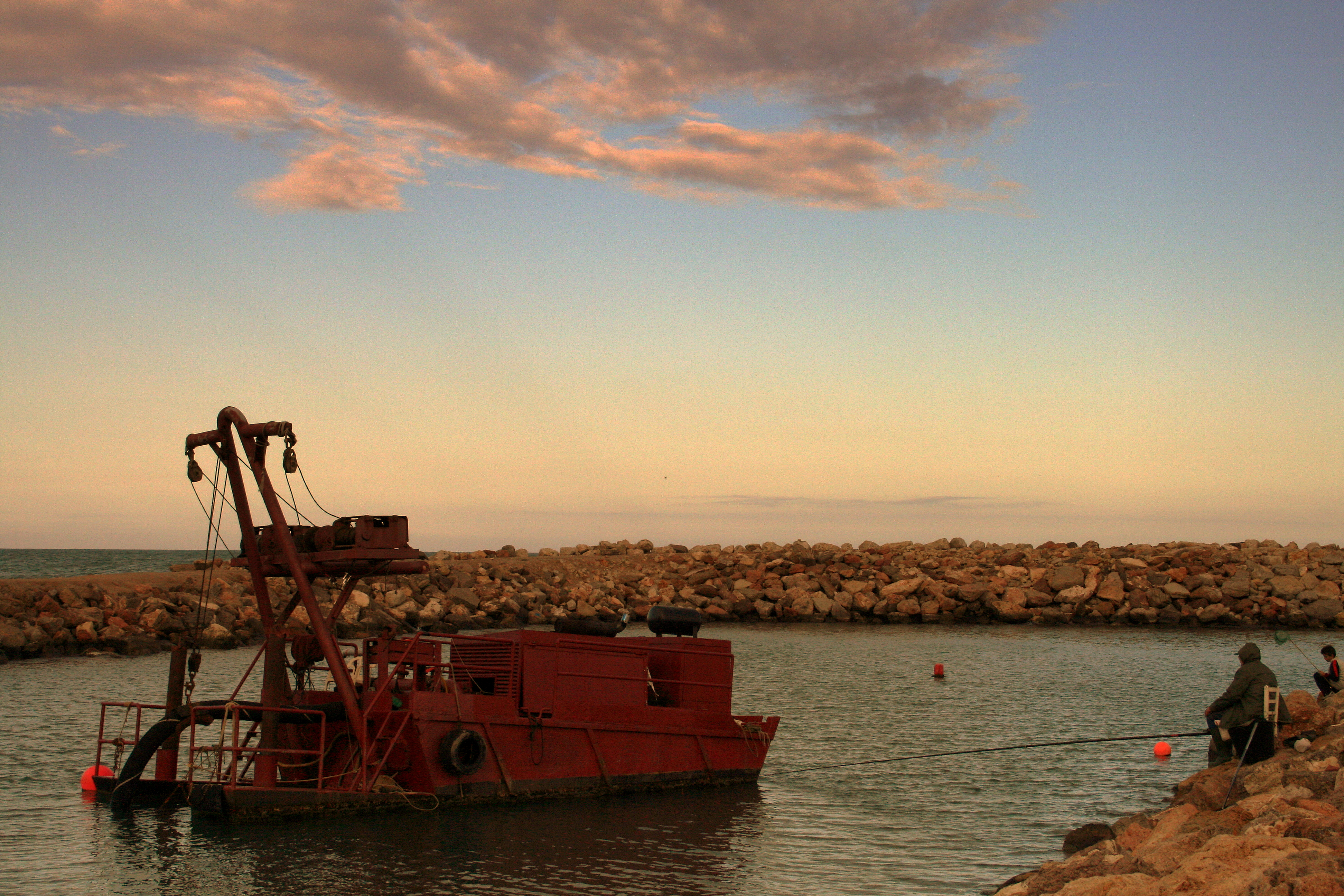
Entrada al Port
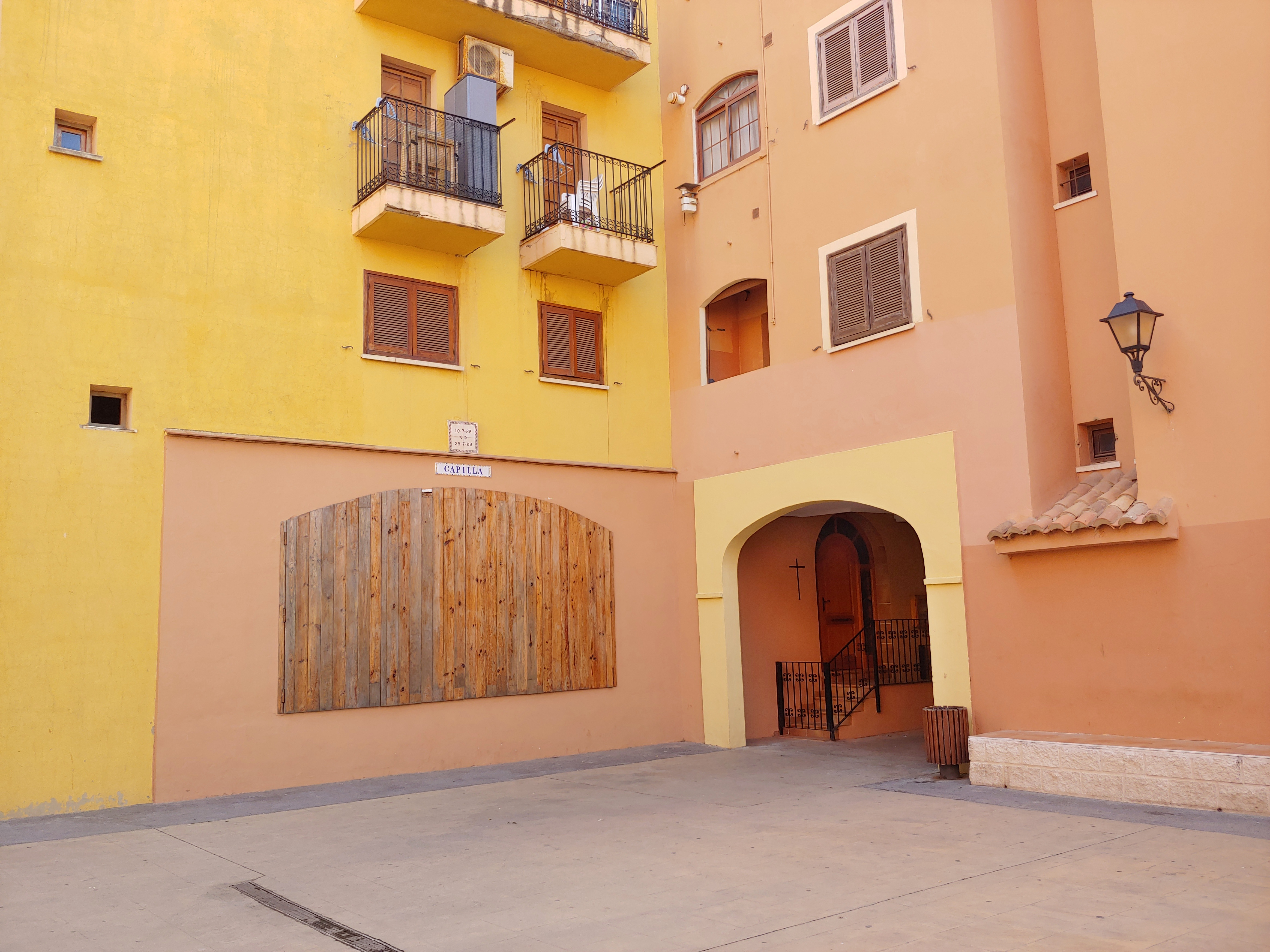
Capella
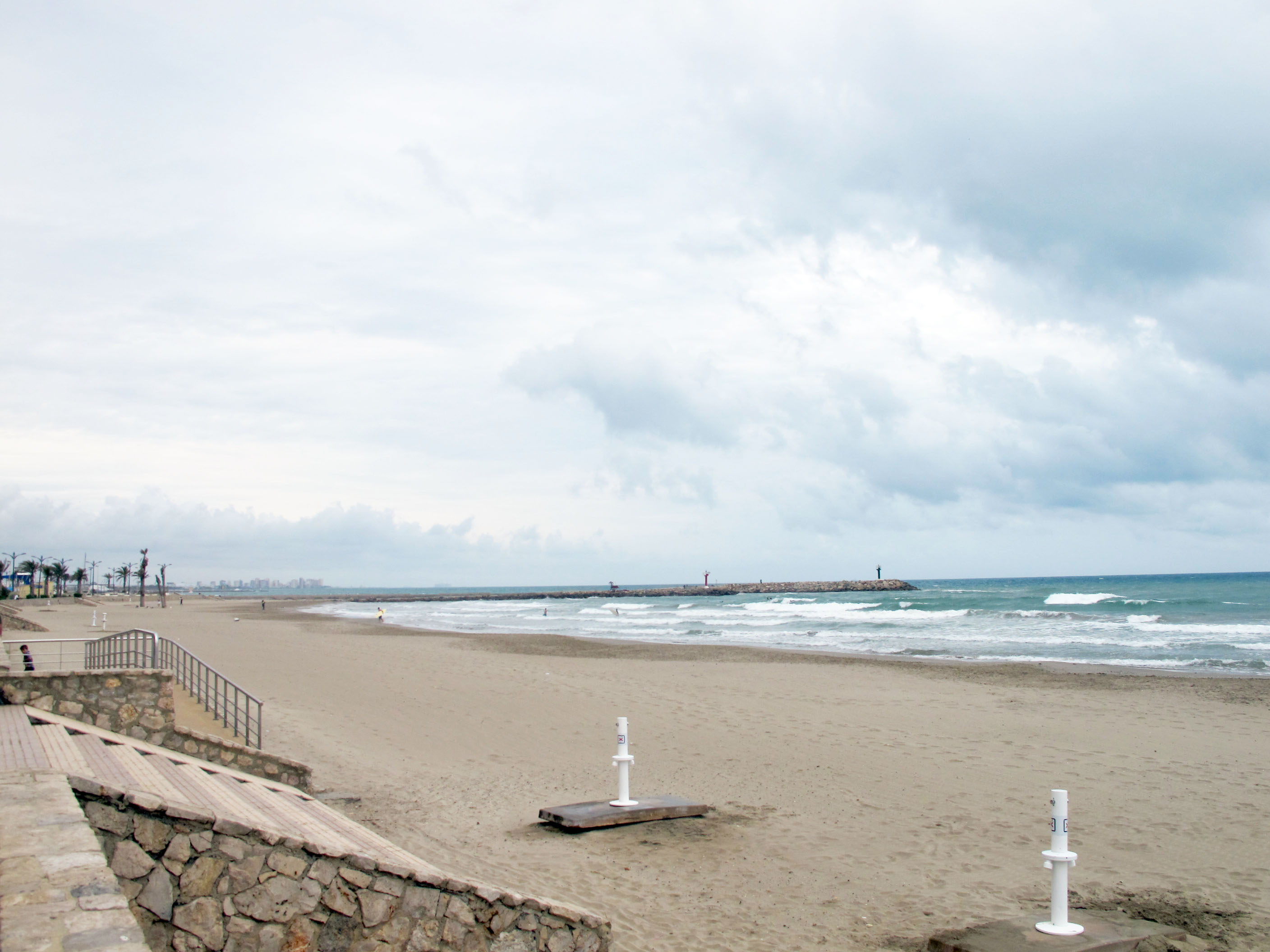
Platja de Port Saplatja Sud
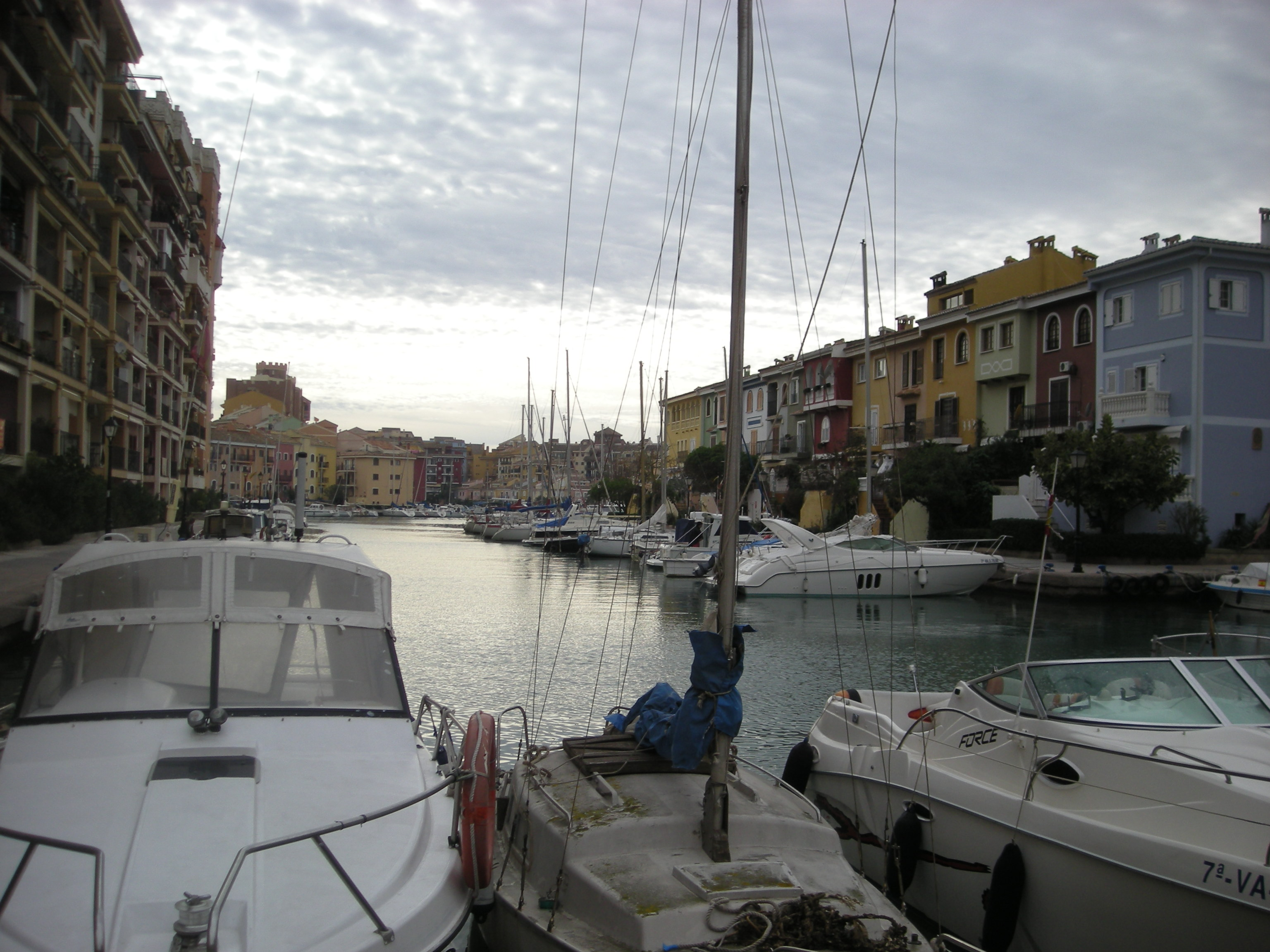
Canals del Port
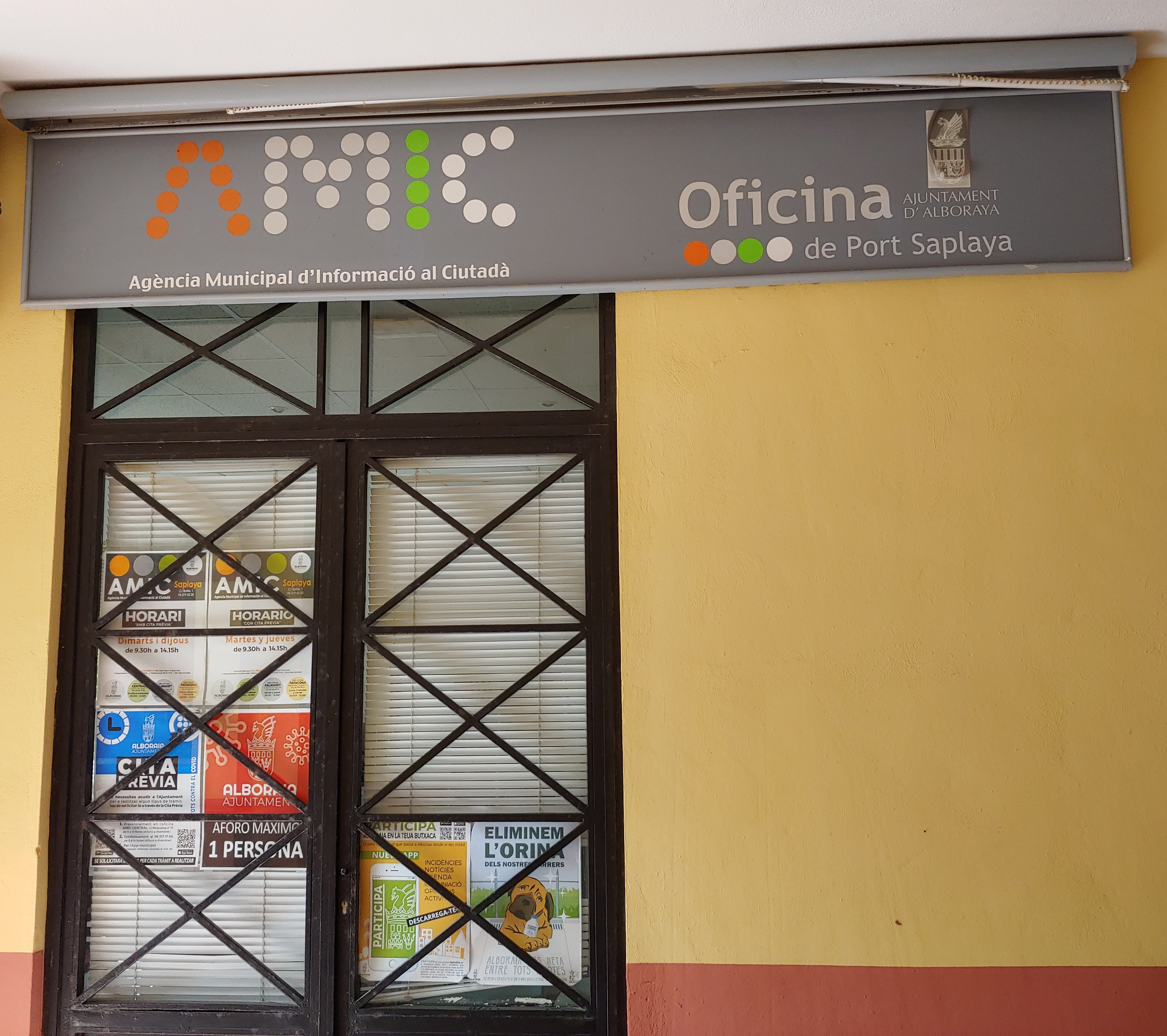
Oficina de l'Ajuntament d'Alboraia
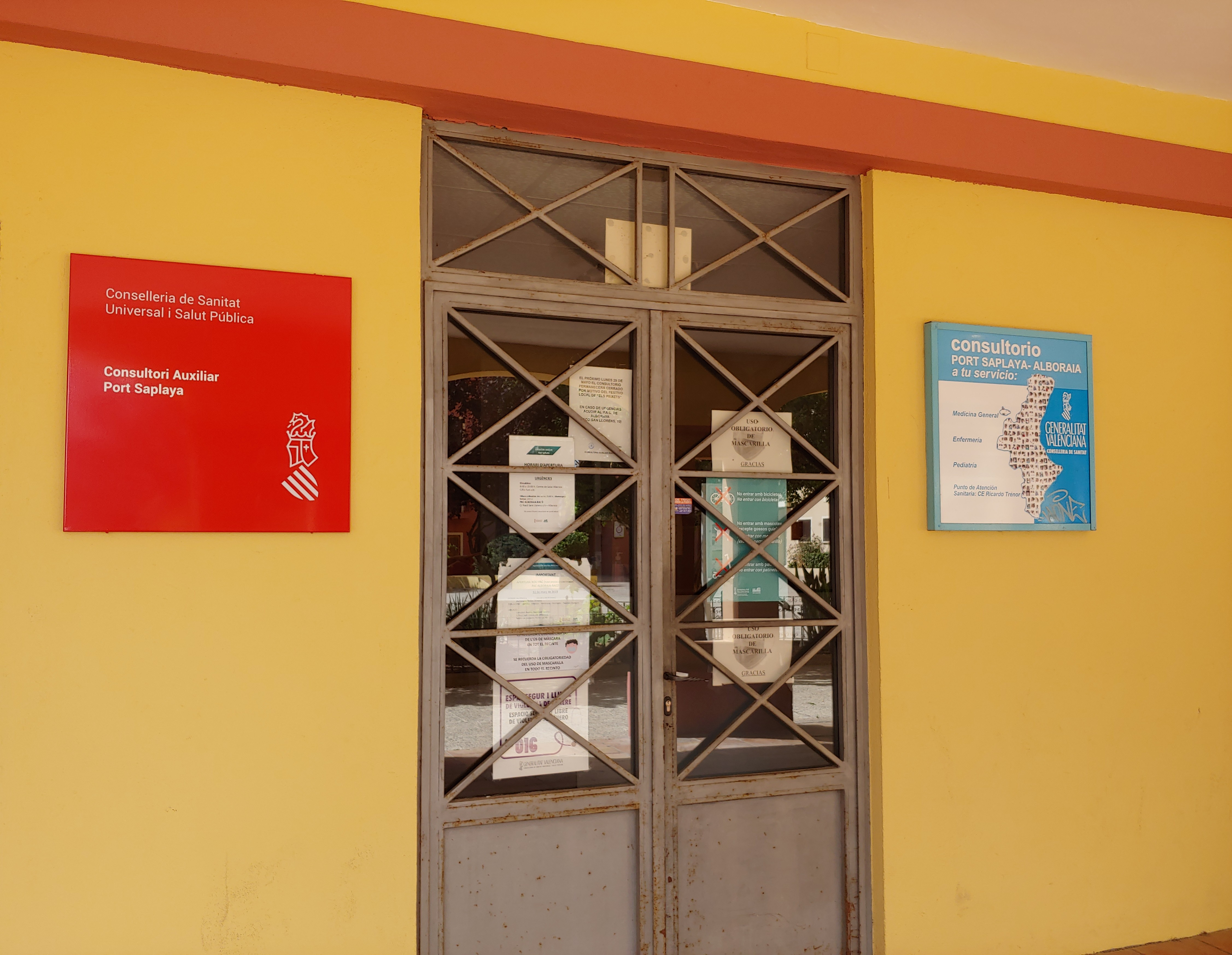
Centre auxiliar de Salut
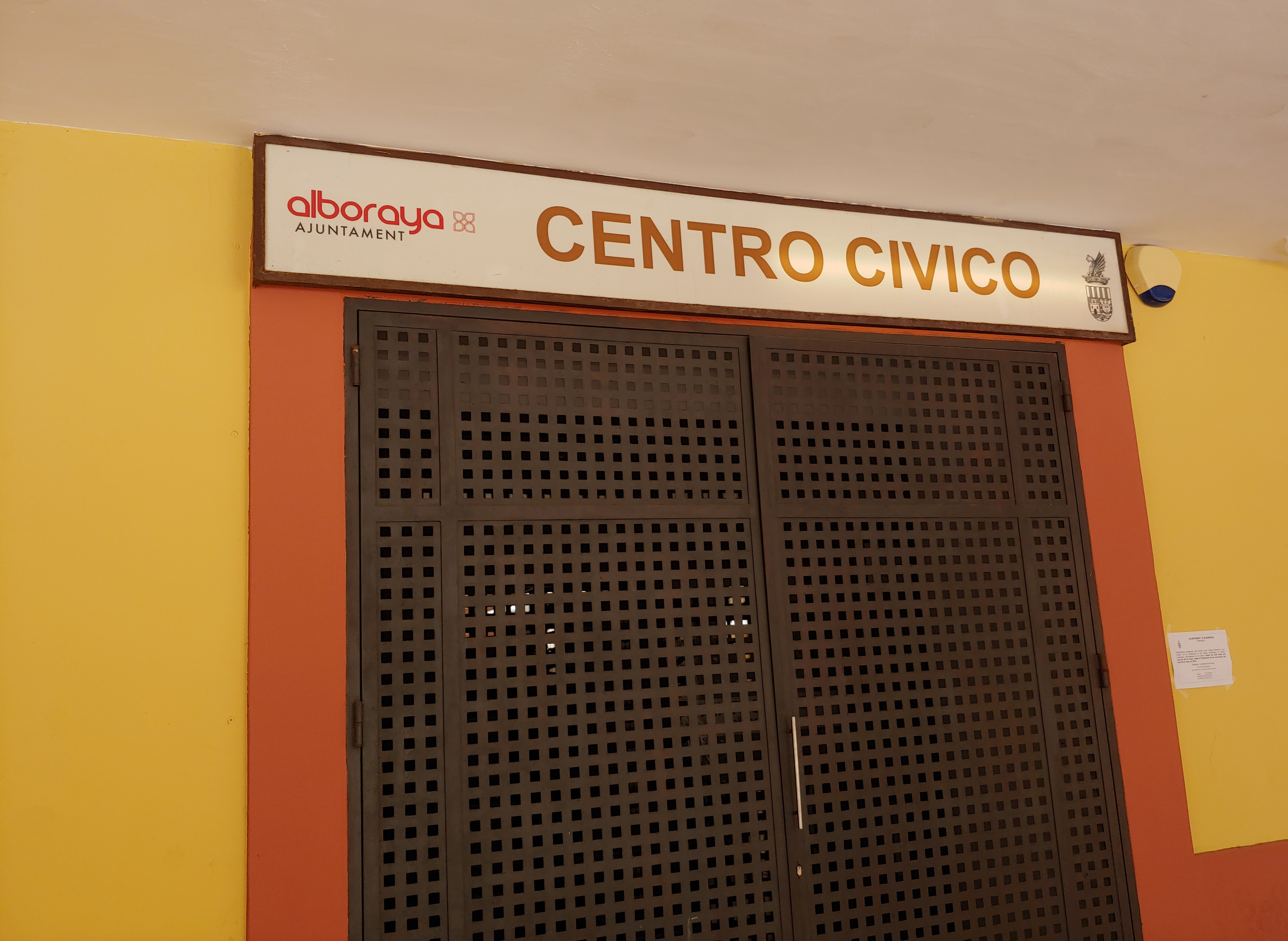
Centre Cívic